# Choprabisco
Choprabisco of De Koninklijke Belgische Vereniging van de Biscuit-, Chocolade-, Praline- en Suikergoedindustrie is een belangenvereniging die 180 Belgische bedrijven in de sector van biscuit, chocolade, praline en suikergoed groepeert, gaande van kmo's tot multinationals.
Choprabisco werkt nauw samen met de andere beroepsvereniging Fenaco, die enkel de confiseurs en chocolatiers groepeert. Choprabisco heeft oog voor het bedrijf, terwijl Fenaco het vak zelf behartigt.

## Opdrachten
Binnen het geheel van de Belgische voedingsindustrie vertegenwoordigen de zoetwarensector 13,2% van de globale omzet, 14,4% van de tewerkstelling en 14,6% van de export.
Naast de belangenverdediging van de leden verleent Choprabisco hen ook informatie. Bovendien zorgt de vereniging voor gezamenlijk promoties ook in een internationaal kader. En is er plaats voor individuele dienstverlening aan de leden.